# Pteroptrix aspidiotiphagoidea
Pteroptrix aspidiotiphagoidea är en stekelart som först beskrevs av Girault 1921.  Pteroptrix aspidiotiphagoidea ingår i släktet Pteroptrix och familjen växtlussteklar. Inga underarter finns listade i Catalogue of Life.